# Sant Salvador de Balaguer
La iglesia de San Salvador (església de Sant Salvador en catalán) era un templo bajo la advocación de la Transfiguración de Jesucristo situado en la ciudad de Balaguer. Levantado a partir de la segunda mitad del siglo XII, sustituía a la vez una antigua mezquita islámica propiedad de un rico terrateniente de la ciudad, Avimoni, seguramente vinculado a la clase dominante. Fue derruida en 1936 después de ser incendiada y saqueada. Se salvaron de la demolición y quema el retablo del altar mayor (parcialmente), obra del siglo XVI, y la imagen de la Virgen de les Parrelles, conservada en la actualidad a la iglesia de Santa Maria. No obstante si desapareció el retablo y altar gótico de la Virgen de Esperanza o de Santa Catalina. 

## Descripción
La iglesia de San Salvador se conoce exteriormente gracias a una colección de fotografías realizadas por el pintor balagariense Francesc Borràs Farràs (1891-1968) y que constituyen un documento único de este templo. Las fotografías muestran un edificio de planta rectangular, de una sola nave cerrada a levante por un ábside semicircular. La nave estaba cubierta con una bóveda de cañón, ligeramente apuntada. Tenía tres puertas de acceso todas idénticas con un arco de medio punto. La puerta principal se situaba en el muro de poniente, mientras que las otras dos se abrían a los muros laterales: la meridional frente a la calle de la Reguereta, y la septentrional, en uso durante los siglos XII-XVI/XVII, momento en qué fue tapiada, que daba acceso al cementerio parroquial. 
La iglesia tenía una ventana de doble rasgada abierta al centro del ábside, mientras que el rosetón de la cara de poniente, parece también obra del siglo XV. Tal como lo demuestran las fotografías, la iglesia románica sufrió muchas refacciones tardías que afectaron, sobre todo, el interior, con la apertura de capillas laterales en el grueso de los muros y la fachada principal. El aparato constructivo estaba hecho en base de sillares rectangulares muy escuadrados, algunos de los cuales traían marcas de picapedrero. Por la técnica constructiva y los restos que quedan de la iglesia, parece ser que la construcción se inició a partir de la segunda mitad del siglo XII.

## Orígenes

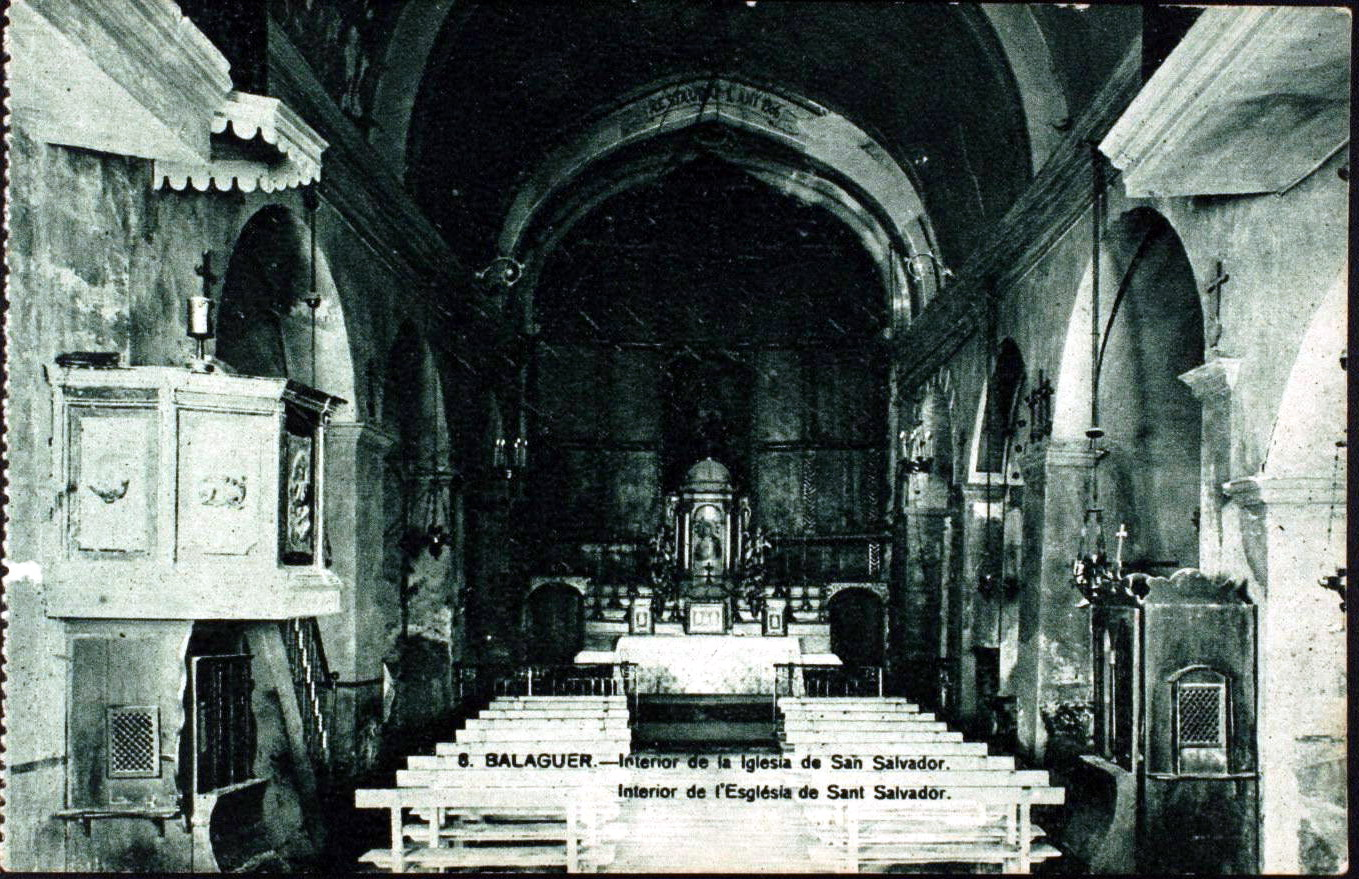
Vista general del interior de la iglesia de Santo Salvador, inicios de. Colección de postales del Archivo Comarcal de la Noguera

La documentación latina nos ha permitido conocer un personaje importante de la ciudad de Balaguer en época islámica: Avimoni, terrateniente y propietario de una mezquita  -y muy probablemente vinculado con la clase gobernante del siglo XI-, que está íntimamente ligado con la historia de la iglesia de San Salvador. La primera referencia a este personaje data de 1091, cuando el conde Ermengol IV de Urgel, su esposa Adelaida y el hijo de ambos, Ermengol, consignaron en Santa Maria de Solsona, entre otras cosas, todas las propiedades de Avimoni dentro y fuera de la ciudad, junto con la mezquita, cuando la ciudad fuera conquistada. Después de la primera conquista de Balaguer en 1094, el conde de Urgel Ermengol V, entregó toda la hacienda de Avimoni al monasterio de San Sadurnino de Tabérnolas, además de su mezquita, y unas casas vecinas entre las cuales corría una acequia hacia el este. Aun así, esta donación no se haría efectiva ya que, desde mediados de siglo XII, consta que la mezquita dependía de la Catedral de Santa Maria de Solsona.
La primera mención concreta que se ha localizado de la iglesia de San Salvador data del año 1163 y se refiere a una conveniencia hecha entre el obispo Bernat Roger y los clérigos de Urgel, por un lado, y el prepósito y los clérigos de Solsona de la otra, sobre la propiedad de las iglesias de Balaguer y sus pertenencias. Por este pacto se acordó, entre otras cosas, que San Salvador de Balaguer pertenecía, en virtud de una transacción, a la iglesia de Solsona, a excepción de los derechos de baptisterio y cementerio, correspondientes a la iglesia de Santa Maria de Almatá, al ser esta la iglesia mayor o parroquial. Este hecho cambiará totalmente en 1178 por una permuta efectuada entre el obispo de Urgel, Arnau de Preixens, y Bernat, prepósito de Solsona. Mediante este pacto, la iglesia de San Salvador (ecclesiam Sancti Salvatoris, que olim dicebatur de Avimonio) fue adjudicada al obispado de Urgel, mientras que a la comunidad Solsonina se le cedía la de Menarguens, con sus términos y derechos. Posteriormente, el 1351, la iglesia de Santa Maria de Almatá perdió la categoría de templo parroquial en beneficio de la iglesia de San Salvador, que se convirtió en parroquia de Balaguer, hasta que fue trasladada definitivamente a la iglesia de Santa Maria la Mayor en 1575. 

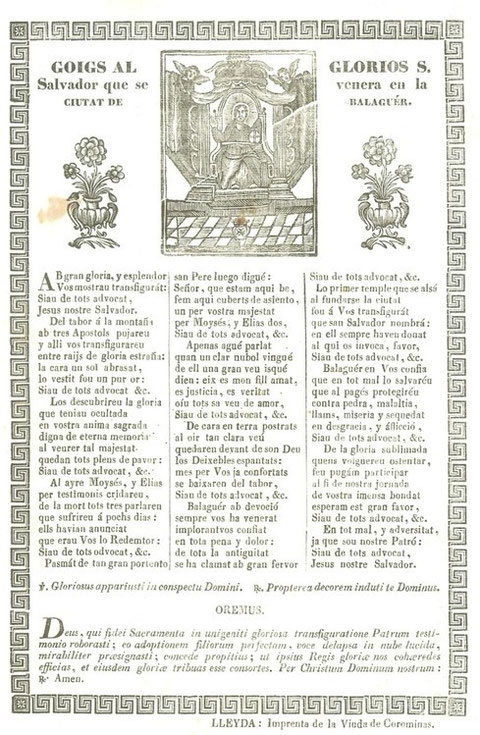

## Quema y destrucción

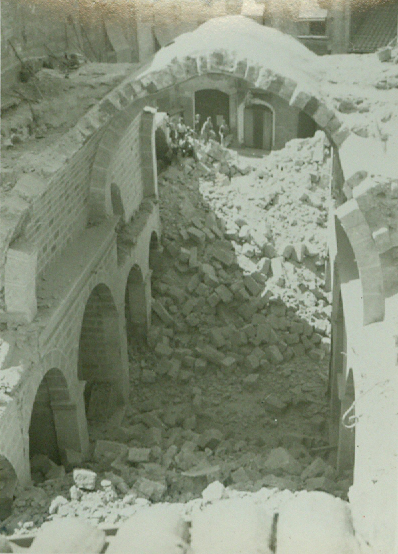
Restos en ruinas de la iglesia de Santo Salvador, 1936. MCNB

La iglesia fue incendiada y destruida en 1936; en la quema se perdieron todos los tesoros artísticos que conservaba: un retablo de piedra de la escuela leridana y el altar mayor renacentista. Sí que se salvaron parte de las tablas que integraban el retablo del altar Mayor. En el lugar que había ocupado la iglesia se abrió una plaza; del templo sólo quedó en pie el muro septentrional, pues tenía adosada una casa a nivel del primer piso, pero desgraciadamente también fue derruido en 1986 por un desafortunado informe de ruina.